# Heinz Frentzel
Heinz Erwin Hans Frentzel (* 7. November 1921 in Berlin; † 7. November 2006) war ein deutscher Journalist.
Von 1938 bis 1941 arbeitete er als Volontär und Angestellter im Verlag Scherl in Berlin. Bis zum Jahre 1945 diente er in der Wehrmacht.
Im Volksbildungsministerium von Thüringen war er von 1945 bis 1947 als Regierungsinspektor in Weimar tätig. In der Zeitung Thüringer Landvolk  arbeitete er anschließend als Redakteur für im Ressort Innenpolitik und Kultur. Danach wechselte er zum Thüringer Landessender und übernahm dort die landespolitische Hauptschriftleitung.
In der Landesregierung von Thüringen arbeitete er als Pressechef als Oberregierungsrat. Von 1948 an ging er zum Süddeutschen Rundfunk und wirkte als politischer Kommentator. Im Jahre 1949 begann seine Tätigkeit beim Sender RIAS in Berlin. 
Von 1950 bis 1982 hatte er im RIAS verschiedene Aufgaben, wobei er als Kommentator, Chefredakteur, Leiter der Hauptabteilung Politik und letztlich als Direktor für Politik und Zeitgeschehen arbeitete. Er führte mit Liselotte Hofmann die Ehe, aus der drei Kinder hervorgingen. Seinen Wohnsitz hatte er in Berlin. 